# Peter Barlow (Coronation Street)
Peter Francis Barlow, es un personaje ficticio de la serie de televisión británica Coronation Street interpretado por el actor Chris Gascoyne desde diciembre del 2000, hasta ahora. Anteriormente Peter fue interpretado por los actores David Lonsdale en 1986, por Joseph McKenner en 1977, por el actor Linus Roache de 1973 a 1975, por  Chris Dormer de 1970 a 1971 y finalmente por Robert Heanue del 15 de abril de 1965 a 1970.

## Antecedentes
Peter fue criado junto a su hermana gemela Susan por sus padres Ken y Valerie Barlow, a los seis años sus padres decidieron mudarse a Jamaica luego de que a Ken le ofrecieran un trabajo como maestro, sin embargo el 27 de enero de 1971 su madre Valerie murió luego de electrocutarse con un secador de pelo defectuoso mientras se preparaba para ir a una fiesta de despedidad organizada por los residentes de Coronation Street. 
Poco después de la muerte de su esposa Ken mandó a  sus hijos a vivir con sus abuelos a Glasgow, en 1980 Peter se unió a la Marina Real y se casó con Jessica Midgeley, sin embargo después de diez años de matrimonio Peter decidió divorciarse de ella después de descubrir que lo había engañado y se mudó a Weatherfield. 